# Oleg Gorbaniuk
Oleg Gorbaniuk (ur. 10 października 1972 w Gródku) – polski psycholog, dr hab. nauk humanistycznych, profesor uczelni Instytutu Psychologii Wydziału Pedagogiki, Psychologii i Socjologii Uniwersytetu Zielonogórskiego i Instytutu Psychologii Wydziału Nauk Społecznych Katolickiego Uniwersytetu Lubelskiego Jana Pawła II. 

## Życiorys
Ukończył ekonomię (1996) oraz psychologię (1997) na Katolickim Uniwersytecie Lubelskim. 11 stycznia 2001 obronił pracę doktorską w dyscyplinie ekonomia Efektywność ankiety pocztowej jako metody badań marketingowych (promotor: Marek Prymon). 17 stycznia 2002 uzyskał doktorat w zakresie nauk humanistycznych, dyscyplina psychologia, za pracę pt. Cechy identyfikacji narodowej Polaków mieszkających na Ukrainie (Badania psychologiczne) (promotor: Zdzisław Chlewiński). 28 września 2012 habilitował się na podstawie pracy zatytułowanej Personifikacja marki: perspektywa psychologiczna i marketingowa.
Jest profesorem uczelni w Instytucie Psychologii na Wydziale Nauk Społecznych Katolickiego Uniwersytetu Lubelskiego Jana Pawła II oraz w Instytucie Psychologii na Wydziale Pedagogiki, Psychologii i Socjologii Uniwersytetu Zielonogórskiego.